# Neocirolana maculata
Neocirolana maculata är en kräftdjursart som beskrevs av Bruce1986. Neocirolana maculata ingår i släktet Neocirolana och familjen Cirolanidae. Inga underarter finns listade i Catalogue of Life.